# Dschungel von Calais

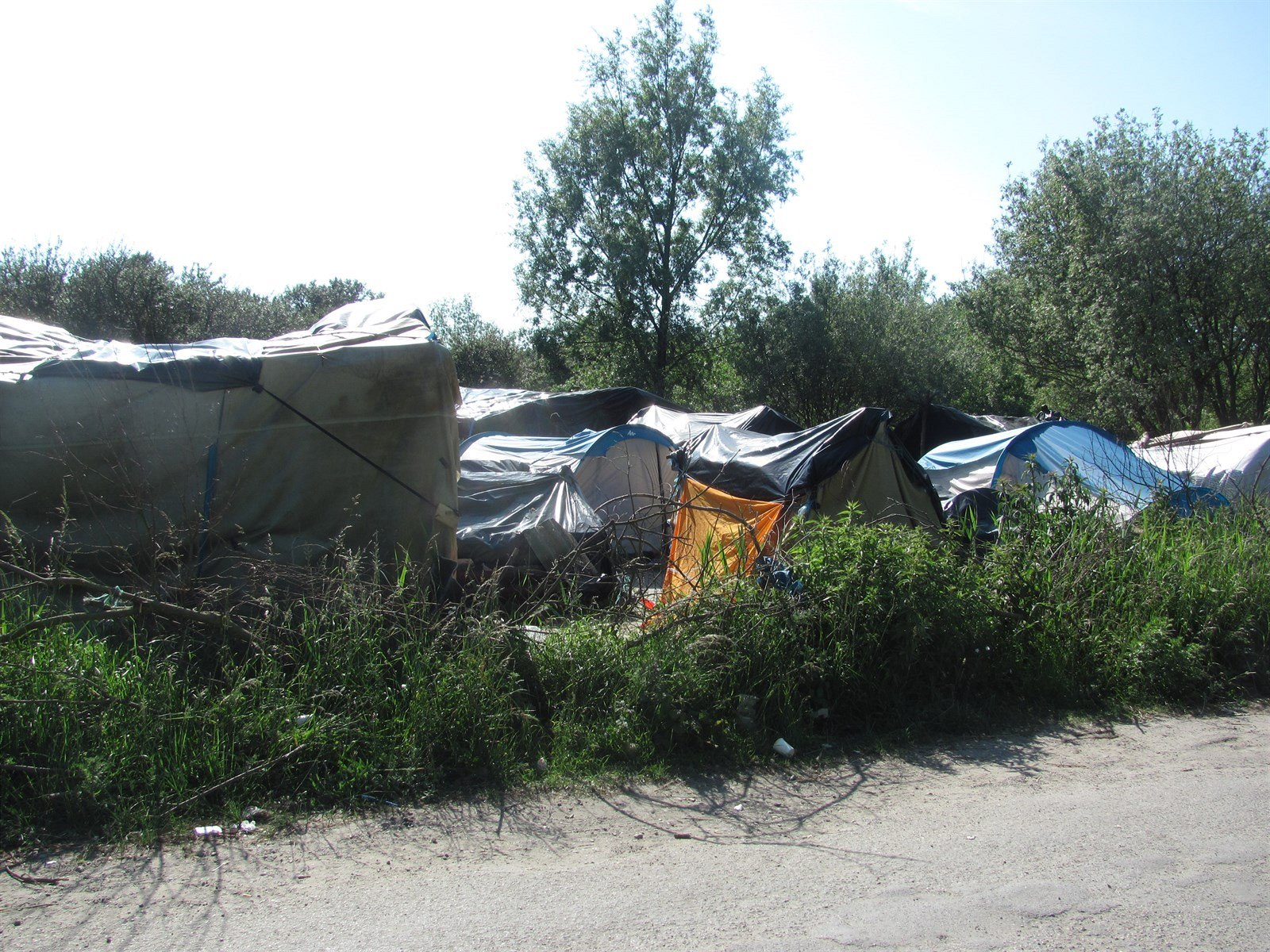
Zelte des „Dschungels von Calais“ (2015)

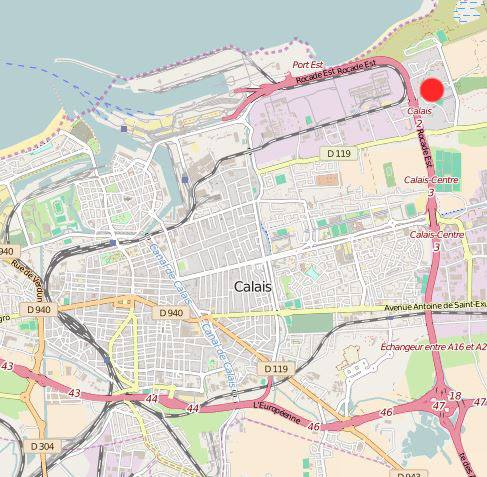
Position auf der Karte

Als Dschungel von Calais (französisch jungle de Calais, englisch Calais jungle) wurde eine Zeltstadt mit provisorischen Unterkünften nahe der französischen Stadt Calais bezeichnet, die bei der Flüchtlingskrise in Europa ab 2015 Bedeutung erlangte. Mehr als 9000 Migranten kampierten dort im August 2016 und warteten auf eine Möglichkeit zur Weiterreise durch den Eurotunnel nach Großbritannien. Vom 24. bis 26. Oktober 2016 wurde das Flüchtlingslager komplett geräumt und dann offiziell geschlossen. Wenig später begannen sich jedoch erneut Personen in der Region zu sammeln.

## Geschichte
Bereits seit der Schließung des Rot-Kreuz-Camps von Sangatte im Jahr 2002 gibt es in der Region um Calais illegale Lager, in denen Migranten auf eine Einreisemöglichkeit nach Großbritannien warten.

### 2015 – Oktober 2016

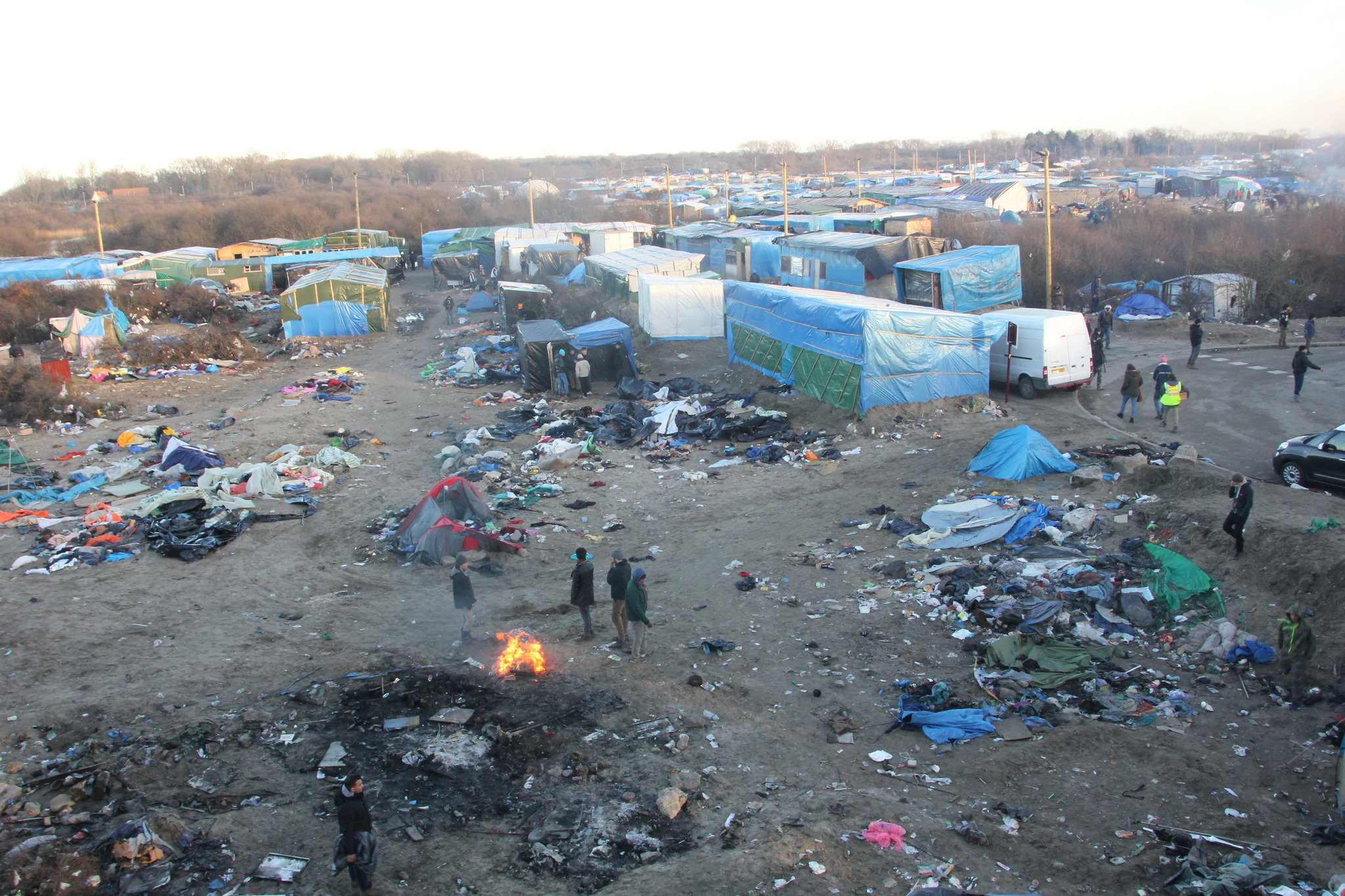
Dschungel von Calais, 17. Januar 2016

Auf dem Gelände einer ehemaligen Mülldeponie am Rande von Calais lebten Ende 2015 bis zu 6000 Menschen. Aufgrund der hygienischen Zustände ordnete ein Gericht im November 2015 an, dass die Bedingungen im Lager verbessert werden müssten. Die französische Regierung (Kabinett Valls II) beschloss daher im Januar 2016, 125 Container für rund 1500 Menschen aufzustellen. Im Februar 2016 verfügte ein französisches Gericht eine Teilräumung aufgrund der hygienischen Zustände, der Unsicherheit und Gewalt. Die Räumung des südlichen Teils des Lagers in der Heidelandschaft begann am 29. Februar. Dabei kam es zu massiven Ausschreitungen von Lagerbewohnern und politischen Aktivisten gegen die Polizei. Die zuständige Präfektin Fabienne Buccio schrieb die Ausschreitungen Aktivisten von No border und einer Gruppe von rund 150 Flüchtlingen zu, die von den Aktivisten manipuliert worden sei. Der überwiegende Teil der betroffenen Personen habe sich jedoch friedlich verhalten.
Die Zahl der Menschen in dem Lager verdoppelte sich von Juni bis Ende August 2016 auf etwa 9000 oder 10.000.
Die Bürgermeisterin von Calais, Natacha Bouchart, forderte Mitte August 2016 nach Angriffen von Migranten aus dem Dschungel auf Polizeikräfte und Lastwagenfahrer den Einsatz der Armee, um die Lage unter Kontrolle zu bringen. Die Polizei sei unterbesetzt und überfordert und könne die „Banden aus Migranten“, die das von Kriminalität durchsetzte Lager betrieben, nicht mehr unter Kontrolle halten. Die Regierung in Paris unterschätze die Lage. Die Gesetze der Republik müssten durchgesetzt werden.
Die Sicherheitsvorkehrungen am Eurotunnel wurden deutlich verstärkt. Für die Flüchtlinge wurde es schwieriger, nach England zu gelangen.
Am 6. September 2016 blockierten Lastwagenfahrer und Bauern mit Traktoren Autobahn und Zufahrtsstraßen in der Region um Calais, zum Beispiel zum Hafen. Auf ihren Spruchbändern standen Slogans wie: „Die Bürger von Calais sind eingesperrt, die Flüchtlinge sind frei.“ Sie protestierten gegen die Tatenlosigkeit der Regierung. Der Wahlkampf zur Präsidentschaftswahl 2017 hatte begonnen; die konservative Opposition (darunter Ex-Präsident Nicolas Sarkozy und Marine Le Pen, die Chefin der Partei Front National) hat die Begrenzung der Migration zu einem ihrer wichtigsten Wahlkampfthemen gemacht.
Innenminister Bernard Cazeneuve hat es zum Ziel erklärt, bis Ende 2016 mehr als 12.000 Plätze in centres d’accueil et d’orientation (CAO) andernorts in Frankreich zu schaffen. Am 26. September 2016 sprach bei einem Besuch in Calais Präsident François Hollande davon, das improvisierte Lager nicht mehr dulden zu wollen: „Wir müssen das Lager komplett und definitiv auflösen.“
Unter der von Lord Dubs im Mai 2016 erstritten Gesetzgebung begann das Home Office rund 800 minderjährige Flüchtlinge im Dschungel zu befragen, die zuvor behauptet hatten, Verwandte im Vereinigten Königreich zu haben. Rund 200 von ihnen wurden im Zuge der sich abzeichnenden Räumung im Oktober 2016 nach England gebracht. Innenministerin Rudd teilte jedoch mit, dass man künftige Anträge dieser Art, die nach dem Tag der Räumung erfolgen, ablehnen wird.
Die Räumung des Lagers wurde vom 24. bis 26. Oktober 2016 durchgeführt, obwohl ursprünglich eine Woche dafür angesetzt war. Der Versuch von elf Hilfsorganisationen, die Räumung vom Verwaltungsgericht Lille per Eilantrag verhindern zu lassen, scheiterte am 18. Oktober.  Rund 1250 eingesetzte Polizisten verteilten ca. 6500 Flüchtlinge auf ungefähr 160 Aufnahmezentren in ganz Frankreich. Vor der geplanten Räumung kam es zu gewaltsamen Zusammenstößen zwischen Flüchtlingen und der Polizei, während der Räumung zu einem Brand.
In den Tagen vor der Räumung wurden 400 unbegleitete minderjährige Flüchtlinge in provisorischen Containern in Calais untergebracht. Großbritannien hatte sich bereit erklärt, diejenigen Minderjährigen aufzunehmen, die dort bereits Angehörige hatten (siehe hierzu auch: Dubs bill). Medien und die Hilfsorganisation Ärzte ohne Grenzen berichteten aber am Tag nach der Räumung, dass unbegleitete Minderjährige orientierungslos durch das Lager irrten. Andere seien nach Augenschein als erwachsen eingeschätzt worden. Das Vorgehen entspreche nicht den vorab gegebenen Zusicherungen.

### Neubildungen ab Dezember 2016
Zwei Monate nach der Schließung hatten sich in der Calais-Region Ende Dezember 2016 sechs Lager gebildet, in denen sich erneut Migranten sammelten, die sich Zugang zum Vereinigten Königreich erhofften. Viele Personen waren nach Presseangaben Bewohner des vorherigen Dschungels, hatten sich aber mittlerweile aus den Aufnahmeeinrichtungen abgesetzt, zu denen sie die französischen Behörden nach der Schließung im Oktober zunächst transportiert hatten.
In der Nacht zum 20. Juni 2017 blockierten Migranten mit Baumstümpfen die Autobahn A16 südlich des ehemaligen Dschungels, um so Lastkraftwagen zum Anhalten zu zwingen. Ein Fahrer verbrannte nach einem Auffahrunfall an der Blockade in seinem Fahrzeug.
Im August 2017 schätzten Helfer, dass sich inzwischen wieder rund 750 Personen in der Calais-Dunkirk Region eingefunden hätten, die sich von dort Zugang zum Vereinigten Königreich erhofften. Die Menschen würden im Freien kampieren und litten an entsprechenden Krankheiten.
Anfang 2018 hatten sich etwa 600 Migranten in Calais gesammelt, die, versorgt von Hilfsorganisationen, auf einen Weg nach England hofften. Die Lage eskalierte, als sich die Zahl innerhalb kurzer Zeit um 200 erhöhte, weil viele Personen offenbar Gerüchten Glauben geschenkt hatten, nach denen ein neu verhandeltes Grenzabkommen zwischen Frankreich und dem Vereinigten Königreich von Mitte Januar 2018 ihnen nun die Überfahrt erlauben würde. Die wachsende Frustration entlud sich in Gewaltausbrüchen und am 1. Februar wurden schließlich fünf Migranten durch Schüsse von einem Afghanen verletzt. Wenig später prügelten sich etwa 150 Migranten aus Eritrea mit solchen aus Afghanistan in einem nahegelegenen Industriegebiet. Auch im September und Oktober 2018 wurden bei Grande-Synthe Ansammlungen vor allem von Kurden aus dem Irak in Unterkünfte umquartiert, um sie den Schleppern zu entziehen.
Im Laufe des Jahres 2019 bildete sich nach der Räumung eines stark frequentierten Treffpunkts eine Agglomeration mehrere Camps. Wie die vorausgegangenen Camps, war er mehrmals wöchentlich von polizeilichen Räumungen betroffen, die häufig von Gewalt wie dem Einsatz von Tränengas und Schlagstöcken begleitet waren. Hatte sich die Anzahl der in Calais lebenden Migranten zwischen 2016 und 2019 in einem ungefähren Rahmen von 400 bis 700 Personen bewegt, so stieg sie im Winter 2019/20 auf 900 bis 1000 an, von denen die überwiegende Zahl im Jungle lebte. Hinzu kamen weiter rund 400 bis 500 Personen in Grande-Synthe.
Zu Beginn der Corona-Pandemie Anfang März 2020 bestand diese Situation unverändert. Wie in den vorausgegangenen Jahren, war der Anteil körperlicher Erkrankungen und psychischer Belastungen unter den Bewohnern hoch. Lokal tätige Hilfsorganisationen wiesen daher frühzeitig auf das erhöhte Infektionsrisiko der Betroffenen hin. Nach dem Nachweis von fünf Infektionsfällen mit dem Corona-Virus begann Anfang April 2020 eine Evakuierung eines Teils der Bewohner des Jungle in Unterkünfte außerhalb der Grenzregion. Für die in Calais verbleibenden Menschen verschlechterten sich Versorgungslage, physische und psychische Gesundheit und Lebensbedingungen rapide, während die seit Beginn des Jahres 2020 täglich durchgeführten polizeilichen Räumungen – in erneute Obdachlosigkeit hinein – trotz des Lockdown weiterhin stattfanden. Eine Gruppe eritreischer Flüchtlinge im Jungle prangerte in einem offenen Brief eine Zunahme von Übergriffen durch die französische Polizeieinheit CRS an.
Am 11. Oktober 2021 traten drei Aktivisten des Secours catholique in einen Hungerstreik, um ein Ende der Zwangsräumungen und Misshandlungen von Exilanten sowie die Aufnahme von Gesprächen mit Verbänden zu fordern.
Da verschärfte Kontrollen immer mehr Wirkung zeigten, versuchten 2022 immer mehr Migranten mit Schlauchbooten den Ärmelkanal zu überqueren. Da die britische Regierung nicht bereit ist illegale Flüchtlinge aufzunehmen, will sie diese nach Ruanda bringen, dort sollen sie Asyl erhalten. Wer sich weigert, wird zurück in sein Herkunftsland gebracht.

## Herkunft
Nach Schätzungen kamen im Februar 2016 etwa 25 Prozent der Menschen aus Afghanistan und Pakistan, 20 Prozent aus Eritrea und Äthiopien, weitere 20 Prozent aus dem Sudan und etwa zehn Prozent aus Syrien.

## Dokumentarfilm
Bei den Filmfestspielen 2017 in Cannes wurde Vanessa Redgraves Dokumentarfilm Sea Sorrow uraufgeführt. Mit ihrem Film, in dem sie emotional und engagiert auf die Zustände in dem Lager in Calais eingeht, und in dem auch Lord Dubs, der den Holocaust mit Hilfe des Kindertransports aus der Tschechoslowakei überlebt hat, Stellung zum Flüchtlingsproblem in Europa nimmt, appelliert sie an Politiker und Bürger, sich vor allem der Flüchtlingskinder anzunehmen.